# アイドル歌会
アイドル歌会（アイドルうたかい）は、アイドルが短歌を発表し合うイベント（歌会）。短歌研究社が主催し、司会を吉田尚記（ニッポン放送アナウンサー、兼 選者）、選者を俵万智（歌人）、笹公人（歌人）、國兼秀二（短歌研究 編集⻑）が務める。月刊誌「短歌研究」創刊90周年を記念して2021年7月6日（サラダ記念日）に第1回が開催され、2023年3月に第10回を迎えた。

## 概要
アイドルが短歌を発表し合う歌会イベント。会場は主にMixalive TOKYO（Theater Mixa / Hall Mixa）。公式Twitter/Xアカウントがある。
「アイドル歌会」は第1部「歌会」と第2部「付け句大会」の二部構成となっている。第1部は由緒正しき「歌会」の作用に則り、アイドルが自作の短歌を持ち寄り、作者の名前を伏せて、短歌の解釈・鑑賞をして、良いと思った短歌に投票をする。第2部は「念力付け句大会」と題して、アイドルが作った上の句（五・七・五）にファンたちが下の句（七・七）を付ける「付け句」の大会である。アイドルが作った下の句（七・七）に、ファンが上の句（五・七・五）を付ける場合もある。
日向坂46の元メンバーで小説家の宮田愛萌が出演することもある。宮田は短歌研究社の「短歌研究」にも寄稿しており、2023年5月のアイドル歌会には「研究員（短歌研究員）」という立場で参加した。
テキスト『NHK短歌』2022年7月号に司会の吉田尚記がアイドル歌会に関連したコラムを寄せた。
2022年9月12日にはアイドル歌会 初の歌集『アイドル歌会 公式歌集1』を発売した。
2023年2月27日放送のNHK総合「プロフェッショナル 仕事の流儀」俵万智の回でアイドル歌会が取材され、参加アイドルの鹿目凛がインタビューに答えた。また、2023年5月26日放送のNHK総合「あさイチ」のプレミアムトークに俵万智が出演し、アイドル歌会が紹介された。日本経済新聞で取り上げられたこともある。
2021年12月28日にはデザイナー北山友之によるデザインTシャツが登場。当日より一定期間予約による販売が行われた。
2025年8月10日、若山牧水生誕140年記念 特別企画「牧水・短歌甲子園×アイドル歌会」として、牧水・短歌甲子園とのコラボイベントを宮崎県日向市にて開催する。

## 開催一覧
司会は吉田尚記（ニッポン放送アナウンサー、兼 選者）、選者は俵万智（歌人）、笹公人（歌人）、國兼秀二（短歌研究 編集⻑）。参加アイドルは各回ごとに異なる。会場は主にミクサライブ東京（シアターミクサ）。
| 開催日         | イベント名                                                   | 参加アイドル・備考 |
| -------------- | ------------------------------------------------------------ | --- |
| 2021年07月06日 | アイドル歌会＠サラダ記念日                                   | 鹿目凛（でんぱ組.inc） / 駄好乙（鶯籠） / 寺嶋由芙 / 真山りか（私立恵比寿中学） |
| 2021年10月03日 | アイドル歌会 TIF出張版                                       | 江嶋綾恵梨（26時のマスカレイド） / 髙木悠未（LinQ） / 村上まなつ（DIALOGUE+） TOKYO IDOL FESTIVAL 2021のイベントとして開催 会場：フジテレビ湾岸スタジオ多目的ホール INFO CENTRE |
| 2021年11月23日 | アイドル歌会＠勤労感謝の日                                   | 大場花菜（=LOVE） / 鹿目凛（でんぱ組.inc） / 十束おとは（フィロソフィーのダンス） / 律月ひかる（いぎなり東北産） |
| 2021年12月28日 | アイドル歌会＠2021詠い納め                                   | 巫まろ（ZOC） / 吉川友 / 寺嶋由芙 / 播磨かな |
| 2022年01月21日 | アイドル歌会＠2022新年会                                     | 豊田萌絵 / 真山りか（私立恵比寿中学） / 宮田愛萌（日向坂46） / 律月ひかる（いぎなり東北産） |
| 2022年06月16日 | アイドル歌会＠卒業スペシャル                                 | 江嶋綾恵梨（26時のマスカレイド） / 巫まろ（ZOC） / なでしこ（ヤなことそっとミュート） |
| 2022年08月05日 | アイドル歌会 TIF出張版                                       | 江嶋綾恵梨（26時のマスカレイド） / 大場はるか（ナナランド） / 寺嶋由芙 TOKYO IDOL FESTIVAL 2022のイベントとして開催 会場：フジテレビ湾岸スタジオ多目的ホール INFO CENTRE MC：吉田尚記 / ゲスト：俵万智                                                                                                 |
| 2022年10月11日 | アイドル歌会＠公式歌集刊行記念スペシャル                     | 大場花菜（=LOVE） / 寺嶋由芙 / 真山りか（私立恵比寿中学） |
| 2022年12月08日 | アイドル歌会＠2022忘年会                                     | 石綿日向子（ベイビークレヨン） / 大場はるか（ナナランド） / 鹿目凛（でんぱ組.inc） / 律月ひかる（いぎなり東北産） |
| 2023年03月23日 | アイドル歌会＠お花見スペシャル                               | 大場花菜（=LOVE） / 岡田彩夢（虹のコンキスタドール） / 鹿目凛（でんぱ組.inc） / 寺嶋由芙 / 宮田愛萌 / 律月ひかる（いぎなり東北産） 池袋文化祭2023の「短歌部」公演 |
| 2023年05月24日 | アイドル歌会＠2023春のうた日和                               | 岡田彩夢（虹のコンキスタドール） / 真山りか（私立恵比寿中学） / 宮田愛萌（短歌研究員） / 渡辺未詩（アップアップガールズ（プロレス）） |
| 2023年08月05日 | アイドル歌会 TIF出張版                                       | 咲本美桜（Luce Twinkle Wink☆） / 鈴音ひとみ / 律月ひかる（いぎなり東北産） / reina（lyrical school） TOKYO IDOL FESTIVAL 2023のイベントとして開催 会場：フジテレビ湾岸スタジオ多目的ホール INFO CENTRE 出演：吉田尚記（司会） / 俵万智（リモート出演） / 笹公人                                        |
| 2023年11月02日 | アイドル歌会＠紅葉狩りスペシャル                             | 鹿目凛（でんぱ組.inc） / 齋藤有紗（ラフ×ラフ） / 寺嶋由芙 / reina（lyrical school） / 宮田愛萌（短歌研究員） |
| 2024年04月12日 | アイドル歌会＠俵万智セレクション歌集発売記念スペシャル       | 岡田彩夢（虹のコンキスタドール） / 寺嶋由芙 / 律月ひかる（いぎなり東北産） / reina（lyrical school） / 宮田愛萌（短歌研究員） |
| 2024年08月02日 | アイドル歌会 TIF出張版                                       | 鍛治島彩（アップアップガールズ（2）） / 高松穂乃花（なみだ色の消しごむ） / 長島優月（いちごみるく色に染まりたい。） / 羽原実優（YUM!-TUK!） TOKYO IDOL FESTIVAL 2024のイベントとして開催 会場：フジテレビ湾岸スタジオ多目的ホール INFO CENTRE 出演：吉田尚記（司会） / 俵万智（リモート出演） / 笹公人 |
| 2024年12月26日 | アイドル歌会＠2024大忘年会 （2部制）                         | 午後の部：真山りか（私立恵比寿中学） / 齋藤有紗（ラフ×ラフ） / reina（lyrical school） / 宮田愛萌（短歌研究員） 夜の部：寺嶋由芙 / 岡田彩夢 / 律月ひかる（いぎなり東北産） / 宮田愛萌（短歌研究員） |
| 2025年8月10日  | 若山牧水生誕140年記念 特別企画 牧水・短歌甲子園×アイドル歌会 | 牧水・短歌甲子園とのコラボイベント 会場：宮崎県・日向市中央公民館 出演：宮田愛萌、reina（lyrical school）、寺嶋由芙、牧水・短歌甲子園OBOG会みなとの3名 司会：吉田尚記 選者：伊藤一彦、俵万智、大口玲子、笹公人、国兼秀二 第一部：エキシビジョンマッチ（みなとvsアイドル歌会）、第二部：歌会            |

## 書籍
2022年9月12日にアイドル歌会初の歌集『アイドル歌会 公式歌集1』が講談社から発売された。
- ISBN 978-4065286418
- 著者：俵万智 / 笹公人 / 吉田尚記
- 収録された短歌の作者：江嶋綾恵梨（26時のマスカレイド） / 大場花菜（=LOVE） / 鹿目凛（でんぱ組.inc） / 巫まろ（ZOC） / 吉川友 / 駄好乙（鶯籠） / 寺嶋由芙 / 十束おとは（フィロソフィーのダンス） / 豊田萌絵 / なでしこ（ヤなことそっとミュート） / 播磨かな / 宮田愛萌（日向坂46） / 真山りか（私立恵比寿中学） / 律月ひかる（いぎなり東北産）
- 特別収録されたTIF出張版で発表の短歌の作者：江嶋綾恵梨（26時のマスカレイド） / 大場はるか（ナナランド） / 髙木悠未（LinQ） / 寺嶋由芙 / 村上まなつ（DIALOGUE+）
- カバーイラスト： 鹿目凛（でんぱ組.inc、ぺろりん先生）[23]